# Freedom Force vs. the Third Reich
Freedom Force vs. the Third Reich (с англ. — «Силы Свободы против Третьего рейха») — компьютерная игра, разработанная компанией Irrational Games, продолжение игры Freedom Force. Относится к жанру ролевых игр в реальном режиме времени.
Так же, как и в первой игре, в игре Freedom Force vs. the Third Reich игрок управляет командой супергероев, которым теперь приходится бороться против нацистов.
Игра юмористически (но уважительно) копирует стиль «Серебряного века комиксов». В особенности визуальный стиль игры эмулирует стиль Джека Кирби — одного из создателей вселенной Marvel.

## Сюжет
Ядерная Зима выкрадывает коматозное тело Повелителя Времени и использует его чтобы выкрасть кубинские ядерные ракеты, оставшиеся со времён Карибского кризиса чтобы развязать ядерную войну между США и СССР. Отряд Свободы нарушает его планы, но по возвращении обратно они узнают что история изменилась — страны «Оси» победили во Второй мировой войне. Воспользовавшись нарушением во времени, Ментор посылает героев в прошлое чтобы победить злобного Блицкрига, который и является нарушителем истории. Там, Отряд Свободы встречается с героями того времени. Во время финальной битвы с силами Блицкрига, Алхимеса вбирает в себя энергию Повелителя Времени, освобождает Мен-Бота из Небесных Часов, но сходит с ума из-за внезапного расширения её способностей. Таким образом, Алхимеса становится злодейкой Энтропией, которая угрожает самому пространству-времени. В конце концов, герои побеждают Энтропию. Обратившись на краткий момент в саму себя, Алхимеса стирает себя из истории чтобы она никогда не смогла стать Энтропией, но внезапно обнаруживает себя в компании загадочного существа — Энергия X.

## Персонажи
Почти все персонажи из первой части возвращаются в этой, хотя добавляются и новые герои и злодеи.

### Новые герои
- Могильный Камень — Нэтан Грейвс был обвинён в убийстве своей жены, которое было совершено его новым соседом. Пребывая в шоке, он даже и не пытался себя защищать во время судебного процесса и был приговорён к казни на электрическом стуле. В момент казни Грейвса в провода попал заряд Энергии X, проследовав в его тело. Став полуживым, Грейвс получил электрические и духовные способности. Став Могильным Камнем, он всё ещё носит капюшон приговорённого. Могильный Камень способен вселиться в тело врага и управлять им, пока его собственное тело становится неосязаемым.
- Бард — Гарри Холмс настолько любил труды Уильяма Шекспира, что они поглотили его жизнь. Когда его помешательство стоило ему любимой женщины, Гарри бросил свою лютню, случайно попав ей в канистру Энергии X. Таким образом он получил способности, напоминающие о его любви к Шекспиру: пение гипнотизирующих од и метание взрывающихся черепов Йорика.
- Зелёная Джинния — Джани Аль-Хаджани постоянно содержалась взаперти её собственным отцом, могущественным шейхом, который заставил её выйти за мужчину, которого она никогда не встречала. Её пожилой слуга и друг Мустафа помог ей бежать, но слуги её отца начали пытать старика, пытаясь узнать, где она. Девушка защитила Мустафу своим телом, прежде чем в неё попал заряд Энергии X. Заряд превратил её в легендарного зеленокожего джинна, летающего на ковре. С тех пор Зелёная Джинния борется с неправедливостью и злом, хотя зачастую она больше любит повеселиться, чем заниматься делом.
- Кетцалькоатль — каждый год дед Джони Азотля водил внука в Музей Патриот-сити, чтобы рассказать ему о истории. Джони наскучил рассказ о посохе ацтекского бога Кетцалькоатля, и он оставил деда одного. Он пошёл на крышу, чтобы снять напряжение, но мимо него незаметно прокрался грабитель. Внезапно Джони услышал выстрел в музее. Обнаружив своего деда в предсмертном состоянии, Джони погнался за грабителем, который выкрал посох Кетцалькоатля. Догнав злодея, Джони попытался забрать посох. В посох попал заряд Энергии X, и Джони застрял в мире духов, а его место занял Кетцалькоатль. Он поймал грабителя и оживил деда Джонни. С тех пор Кетцалькоатль поклялся бороться с преступностью в Патриот-сити, так как он считает что его присутствие в городе — воля судьбы.
- Блэкджек — Джек Сент-Джон Спэйд был британским изобретателем, работающим в Военном Институте Её Величества во время Второй мировой войны. Хотя он хотел воевать на фронте, его наставник профессор О’Тул убедил его, что Англия не может позволить потерять его гений на поле боя. Одной ночью Спэйд узнал, что Блицкриг обманом заставил О’Тула создать оружие, которое бы полностью уничтожило Королевские ВВС. При попытке вмешательства, Блицкриг парализовал его ноги. В отчаянии Спэйд покрыл игральную карту своим новым изобретением — смесью яда и кислоты — и бросил её в горло О’Тула. Отрёкшись от работы учёного, Спэйд экипировал себя оружием и устройствами собственного изобретения и боролся с нацистами в роли Блэкджека. Как и другие герои той эры, его способности не основаны на Энергии X. Кроме своего пистолета и кулака Блэкджек также умеет метать кислотные игральные карты и ослепляющие гранаты, а также может использовать муляжи для отвлечения внимания врага. В конце игры Блэкджек возвращается в свои родные 1940-е, которые по его мнению являются более мирным временем.
- Триколор — француженка Сабрина Триколет была всемирным чемпионом по фехтованию. Завоевав золотую медаль на Летних Олимпийских играх в 1936 в Берлине, она была схвачена Блицкригом, который промыл ей мозги. С тех пор Сабрина являлась агентом нацистской Германии, арестовывая подпольщиков в Режиме Виши. Во время казни группы повстанцев один из них начал петь гимн Франции. Пытаясь заставить его замолчать, они заметила флаг Франции на его шарфе, и это разбило её «программирование». Она стала Триколором, желая во что бы то ни стало освободить свою родную страну от власти нацистов. Способности Триколор основаны не на Энергии X, а на её таланте по-фехтованию.
- Король Небес — Эйс Ганнер был американским актёром, известным по своей роли Короля Небес — киношного героя, побеждающего фашистов. Скромный Эйс, заметив, что актриса Шармейн была заинтересована в «настоящих героях» — солдатах, а не его вымышленный герой, начал пытаться модифицировать свой бутафорный реактивный ранец, чтобы стать настоящим героем. Это ему удалось лишь частично, но он получил свой шанс когда Шармейн начал угрожать оружием нацистский шпион. С помощью своего ранца Эйс бросился на фашиста и победил его. На лаврах героя Эйс решил покинуть Голливуд и стать настоящим Королём Небес. Будучи поклонником Короля Небес в детстве, Пуля помогает своему кумиру отремонтировать свой реактивный ранец, чтобы тот смог летать (следует заметить, что об этом Пуля прочитал в старом комиксе о Короле Небес; см. Парадокс происхождения и Парадокс предопределения). Все способности Короля Небес основаны на его бронированном костюме.

### Новые злодеи
- Красный Октябрь — загадочная советская ведьма, обладающая волшебными и иллюзорными способностями сродни Ментору. Поначалу она борется с Отрядом Свободы под командованием Ядерной Зимы, пытаясь уничтожить США ядерным катаклизмом. Но узнав, что Ядерная Зима на самом деле хочет превратить весь мир в ядерную пустошь, Красный Октябрь переходит на сторону Отряда Свободы и помогает им победить Ядерную Зиму. После битвы, она исчезает и угрожает героям.
- Блицкриг — нацист, обладающий могущественными ментальными способностями. Под личиной директора ЦРУ он обманом заставил Отряд Свободы отдать ему тело Повелителя Времени после их победы над Ядерной Зимой. Он воспользовался способностями Повелителя Времени, чтобы отдать фашистам в прошлом Энергию X, что позволило им выиграть Вторую мировую войну. Его происхождение неизвестно. Внешне Блицкриг немного напоминает Гитлера, но также имеет монокль, тонкие усы и удлинённую голову с видимыми венами.
- Красное Солнце — японский офицер, превращённый Энергией X в самокопирующегося злодея. Красное Солнце является армией одинаковых воинов с единым разумом. Он вооружён мечом и огненными сюрикэнами, а также обладает способностью вызывать огненные элементы. При гибели одного Красного Солнца, остальные перераспределяют его силу между собой. Красное Солнце следует строгому кодексу чести, предупреждая врага перед боем и благодаря героев за честь умереть в битве с ними. В отличие от Дежавю, все Красные Солнца являются равными версиями, то есть не существует одного «оригинала».
- Фортиссиммо — итальянский оперный певец спорного таланта, который получил сверхспособности благодаря Энергии X, подаренной Блицкригом. Фортиссиммо умеет летать и пользоваться своим голосом как оружием. Его помощники одеты, как древнеримские центурионы. Во время первой встречи с Отрядом Свободы, Фортиссиммо пытается уничтожить такие ценные культурные артефакты как Библия Гутенберга, «Сумма теологии» и первый сборник Шекспира. В конце концов, Фортиссиммо съедает статуя динозавра, оживлённая Энтропией.
- Энтропия — слияние Алхимесы и сил хаоса. Из-за использования способностей Повелителя Времени и контакта с духом хаоса, Алхимеса сходит с ума и превращается в злобную Энтропию. С помощью Повелителя Времени, героям удаётся достаточно ослабить Энтропию чтобы позволить сознание Алхимесы «вынырнуть» на поверхность. Поняв что у неё нет иного выбора, Алхимеса использует свои способности чтобы предотвратить своё рождение. Но затем она обнаруживает перед собой загадочное существо, которое называет себя Энергией X.

## Отзывы
| Сводный рейтинг | Сводный рейтинг |
| Агрегатор       | Оценка          |
| --------------- | --------------- |
| GameRankings    | 86,07 %         |